# Maria do Rosário Partidário
Maria do Rosário Sintra de Almeida Partidário (27 de Setembro de 1959) é uma professora universitária e investigadora portuguesa com uma larga carreira na área de Engenharia do Ambiente. É uma das maiores especialistas em Avaliação Ambiental Estratégica a nível mundial.
De 2023 a 2024 foi coordenadora-geral da Comissão Técnica Independente para avaliar as opções estratégicas para aumentar a capacidade aeroportuária da região de Lisboa e coordenar e realizar a avaliação ambiental estratégica (AAE) do novo aeroporto de Lisboa.

## Carreira académica
Formada em Engenharia do Ambiente pela Faculdade de Ciências e Tecnologia da Universidade Nova de Lisboa, em 1982, com um mestrado em Planeamento Regional Urbano, em 1990, e doutorada pela Universidade de Aberdeen, na Escócia, em 1992 em Avaliação Ambiental Estratégica. Fez agregação em Avaliação de Impactes na Universidade Nova de Lisboa em 2002.
É atualmente professora catedrática do Instituto Superior Técnico, da Universidade de Lisboa.
Foi presidente e diretora da International Association for Impact Assessment, a maior associação mundial de profissionais de Avaliação de Impactes. Recebeu desta associação Lifetime Achievement Award em 2015.

## Reconhecimentos
- 2015: Lifetime Achievement Award da International Association for Impact Assessment.

## Obras
- Indicadores de Qualidade do Ambiente Urbano: Dissertação apresentada para a obtenção do grau de mestre, Universidade Técnica de Lisboa (1990).
- An environmental assessment and review (ear) procedure : a contribution to comprehensive land-use planning (1992).
- Avaliação do impacte ambiental : conceitos, procedimentos e aplicações (1994).